# Mattisudden
Mattisudden (Samisch: Matonjarga) is een dorp (småort) binnen de Zweedse gemeente Jokkmokk. Het is gelegen op de zuidelijke oever van de Kleine Lule, alwaar ook de Riksväg 97 ligt. Bij Mattisudden is er de gelegenheid de rivier per brug over te steken naar Norra Mattisudden. Gezamenlijk hebben ze anno 2009 ongeveer 120 inwoners.
De eerste gebouwen kwamen in 1792 toen Zweedse kolonisten zich hier vestigden met een belastingvrijstelling voor 15 jaar. De naam was toen ook wel Övre Nelkerim, Nelkerim is een plaatsaanduiding, die ten zuidoosten van Norra Mattisudden aan de rivier ligt. Bij de Saami die zich hier permament vestigden kreeg het de naam Smeds en Smirjo. Men verwachtte hier destijds veel graan te kunnen oogsten, zo veel dat zelfs het Zweedse leger voorzien kon worden. De grond- en weersomstandigheden bleken echter te slecht voor een goede oogst, men kon nauwelijks het eigen vee van voldoende voedsel voorzien.
In Mattisudden was in vroeger tijden een lerarenopleiding gevestigd.
Bestuurscentrum: Jokkmokk (tätort)
Tätort: Porjus · Vuollerim
Småort: Kåbdalis · Mattisudden · Murjek
Overig: Årrenjarka · Framnäs · Kåikul · Kalludden · Kittajaur · Kitteludden · Kuouka · Kuorpak · Kvikkjokk · Messaure · Nautijaur · Njavve · Padjerim · Porsi · Randijaur · Snesudden · Storbacken · Sudok · Tårrajaur · Tjåmotis · Vajkijaur